# Nazionale femminile di pallavolo della Turchia
La nazionale femminile di pallavolo della Turchia è una squadra europea composta dalle migliori giocatrici di pallavolo della Turchia ed è posta sotto l'egida della Federazione pallavolistica della Turchia.

## Rosa
Segue la rosa delle giocatrici convocate per la Volleyball Nations League 2025.
| N° | Nome              | Ruolo | Data di nascita   | Squadra               |
| -- | ----------------- | ----- | ----------------- | --------------------- |
| 1  | Gizem Örge        | L     | 26 aprile 1993    | Fenerbahçe            |
| 2  | Simge Aköz        | L     | 23 aprile 1991    | Eczacıbaşı            |
| 3  | Cansu Özbay       | P     | 17 ottobre 1996   | VakıfBank             |
| 4  | Melissa Vargas    | O     | 16 ottobre 1999   | Fenerbahçe            |
| 6  | Saliha Şahin      | S     | 5 novembre 1998   | Beşiktaş              |
| 7  | Hande Baladın     | S     | 1º settembre 1997 | Eczacıbaşı            |
| 8  | Sinead Jack       | C     | 8 novembre 1993   | Eczacıbaşı            |
| 9  | Meliha İsmailoğlu | S     | 15 giugno 1999    | Galatasaray           |
| 10 | Ayçin Akyol       | C     | 17 settembre 1993 | Fenerbahçe            |
| 11 | Derya Cebecioğlu  | S     | 24 ottobre 2000   | VakıfBank             |
| 12 | Elif Şahin        | P     | 19 gennaio 2001   | Eczacıbaşı            |
| 13 | Dilay Özdemir     | P     | 15 agosto 2005    | Beşiktaş              |
| 15 | Deniz Uyanık      | C     | 25 giugno 2001    | VakıfBank             |
| 16 | Berka Özden       | C     | 16 aprile 2004    | Aydın BB              |
| 18 | Zehra Güneş       | C     | 7 luglio 1999     | VakıfBank             |
| 19 | Aslı Kalaç        | C     | 13 dicembre 1995  | Fenerbahçe            |
| 20 | Yaprak Erkek      | S     | 2 settembre 2001  | Eczacıbaşı            |
| 21 | Ayşe Çürük        | S     | 4 ottobre 2001    | Kuzeyboru             |
| 23 | Eylül Akarçeşme   | L     | 1º ottobre 1999   | Galatasaray           |
| 41 | Alexia Căruțașu   | O     | 10 giugno 2003    | Galatasaray           |
| 99 | Ebrar Karakurt    | O     | 17 gennaio 2000   | Lokomotiv Kaliningrad |

## Risultati

### Competizioni FIVB
| 1964 | non qualificata | -            |
| 1968 | non qualificata | -            |
| 1972 | non qualificata | -            |
| 1976 | non qualificata | -            |
| 1980 | non qualificata | -            |
| 1984 | non qualificata | -            |
| 1988 | non qualificata | -            |
| 1992 | non qualificata | -            |
| 1996 | non qualificata | -            |
| 2000 | non qualificata | -            |
| 2004 | non qualificata | -            |
| 2008 | non qualificata | -            |
| 2012 | 9º posto        | Convocazioni |
| 2016 | non qualificata | -            |
| 2020 | 5º posto        | Convocazioni |
| 2024 | 4º posto        | Convocazioni |

| 1952 | non qualificata | -            |
| 1956 | non qualificata | -            |
| 1960 | non qualificata | -            |
| 1962 | non qualificata | -            |
| 1967 | non qualificata | -            |
| 1970 | non qualificata | -            |
| 1974 | non qualificata | -            |
| 1978 | non qualificata | -            |
| 1982 | non qualificata | -            |
| 1986 | non qualificata | -            |
| 1990 | non qualificata | -            |
| 1994 | non qualificata | -            |
| 1998 | non qualificata | -            |
| 2002 | non qualificata | -            |
| 2006 | 10º posto       | Convocazioni |
| 2010 | 6º posto        | Convocazioni |
| 2014 | 9º posto        | Convocazioni |
| 2018 | 10º posto       | Convocazioni |
| 2022 | 8º posto        | Convocazioni |

| 2018 | 2º posto | Convocazioni |
| 2019 | 4º posto | Convocazioni |
| 2021 | 3º posto | Convocazioni |
| 2022 | 4º posto | Convocazioni |
| 2023 | 1º posto | Convocazioni |
| 2024 | 6º posto | Convocazioni |
| 2025 | 6º posto | Convocazioni |

| 1973 | non qualificata | -            |
| 1977 | non qualificata | -            |
| 1981 | non qualificata | -            |
| 1985 | non qualificata | -            |
| 1989 | non qualificata | -            |
| 1991 | non qualificata | -            |
| 1995 | non qualificata | -            |
| 1999 | non qualificata | -            |
| 2003 | 7º posto        | Convocazioni |
| 2007 | non qualificata | -            |
| 2011 | non qualificata | -            |
| 2015 | non qualificata | -            |
| 2019 | non qualificata | -            |
| 2023 | 1º posto        | Convocazioni |

### Competizioni CEV
| 1949 | non qualificata | -            |
| 1950 | non qualificata | -            |
| 1951 | non qualificata | -            |
| 1955 | non qualificata | -            |
| 1958 | non qualificata | -            |
| 1963 | 10º posto       | Convocazioni |
| 1967 | 12º posto       | Convocazioni |
| 1971 | non qualificata | -            |
| 1975 | non qualificata | -            |
| 1977 | non qualificata | -            |
| 1979 | non qualificata | -            |
| 1981 | 12º posto       | Convocazioni |
| 1983 | non qualificata | -            |
| 1985 | non qualificata | -            |
| 1987 | non qualificata | -            |
| 1989 | 11º posto       | Convocazioni |
| 1991 | non qualificata | -            |
| 1993 | non qualificata | -            |
| 1995 | 11º posto       | Convocazioni |
| 1997 | non qualificata | -            |
| 1999 | non qualificata | -            |
| 2001 | non qualificata | -            |
| 2003 | 2º posto        | Convocazioni |
| 2005 | 6º posto        | Convocazioni |
| 2007 | 10º posto       | Convocazioni |
| 2009 | 5º posto        | Convocazioni |
| 2011 | 3º posto        | Convocazioni |
| 2013 | 7º posto        | Convocazioni |
| 2015 | 4º posto        | Convocazioni |
| 2017 | 3º posto        | Convocazioni |
| 2019 | 2º posto        | Convocazioni |
| 2021 | 3º posto        | Convocazioni |
| 2023 | 1º posto        | Convocazioni |

| 2009 | 2º posto        | Convocazioni |
| 2010 | 3º posto        | Convocazioni |
| 2011 | 2º posto        | Convocazioni |
| 2012 | 8º posto        | Convocazioni |
| 2013 | 6º posto        | Convocazioni |
| 2014 | 1º posto        | Convocazioni |
| 2015 | 2º posto        | Convocazioni |
| 2016 | non qualificata | -            |
| 2017 | non qualificata | -            |
| 2018 | non qualificata | -            |
| 2019 | non qualificata | -            |
| 2021 | non qualificata | -            |
| 2022 | non qualificata | -            |
| 2023 | non qualificata | -            |
| 2024 | non qualificata | -            |

### Competizioni zonali
| 1975 | 3º posto | Convocazioni |
| 1979 | 4º posto | Convocazioni |
| 1983 | 5º posto | Convocazioni |
| 1987 | 2º posto | Convocazioni |
| 1991 | 2º posto | Convocazioni |
| 1993 | 3º posto | Convocazioni |
| 1997 | 2º posto | Convocazioni |
| 2001 | 2º posto | Convocazioni |
| 2005 | 1º posto | Convocazioni |
| 2009 | 2º posto | Convocazioni |
| 2013 | 2º posto | Convocazioni |
| 2018 | 3º posto | Convocazioni |
| 2022 | 2º posto | Convocazioni |

| 2015 | 1º posto | Convocazioni |

### Competizioni estinte
| 1993 | non qualificata | -            |
| 1994 | non qualificata | -            |
| 1995 | non qualificata | -            |
| 1996 | non qualificata | -            |
| 1997 | non qualificata | -            |
| 1998 | non qualificata | -            |
| 1999 | non qualificata | -            |
| 2000 | non qualificata | -            |
| 2001 | non qualificata | -            |
| 2002 | non qualificata | -            |
| 2003 | non qualificata | -            |
| 2004 | non qualificata | -            |
| 2005 | non qualificata | -            |
| 2006 | non qualificata | -            |
| 2007 | non qualificata | -            |
| 2008 | 7º posto        | Convocazioni |
| 2009 | non qualificata | -            |
| 2010 | non qualificata | -            |
| 2011 | non qualificata | -            |
| 2012 | 3º posto        | Convocazioni |
| 2013 | 8º posto        | Convocazioni |
| 2014 | 4º posto        | Convocazioni |
| 2015 | 11º posto       | Convocazioni |
| 2016 | 10º posto       | Convocazioni |
| 2017 | 11º posto       | Convocazioni |

| 1988 | ?               | -            |
| 1989 | ?               | -            |
| 1990 | ?               | -            |
| 1991 | non qualificata | -            |
| 1992 | non qualificata | -            |
| 1993 | non qualificata | -            |
| 1994 | non qualificata | -            |
| 1995 | non qualificata | -            |
| 1996 | non qualificata | -            |
| 1998 | non qualificata | -            |
| 1999 | non qualificata | -            |
| 2000 | non qualificata | -            |
| 2001 | non qualificata | -            |
| 2002 | non qualificata | -            |
| 2003 | non qualificata | -            |
| 2004 | non qualificata | -            |
| 2005 | non qualificata | -            |
| 2006 | non qualificata | -            |
| 2007 | 6º posto        | Convocazioni |
| 2008 | non qualificata | -            |
| 2009 | non qualificata | -            |
| 2010 | non qualificata | -            |
| 2011 | non qualificata | -            |
| 2013 | non qualificata | -            |
| 2014 | non qualificata | -            |
| 2015 | 1º posto        | Convocazioni |
| 2016 | 3º posto        | Convocazioni |
| 2017 | non qualificata | -            |
| 2018 | 3º posto        | Convocazioni |
| 2019 | 5º posto        | Convocazioni |